# Methodistenkerk (Philipsburg)
De Methodistenkerk (Engels: Methodist Church) is een kerk van de methodisten, gevestigd op de Voorstraat 90 in Philipsburg op Sint Maarten. In 1851 werd de eerste kerk gebouwd, maar in 1978 gesloopt, omdat het door termieten was aangetast. De kerk werd in 1979 in oorspronkelijke staat herbouwd. Een kenmerkend detail zijn de houten dakspanen die voor de gevel zijn gebruikt.

## Achtergrond
John Hodge was een bevrijde slaaf uit Anguilla die in Saint-Barthélemy of Sint Eustatius bekeerd was tot het methodisme. In 1813 keerde hij terug naar Anguilla, en begon te prediken onder de slaven. Hij vertrok naar het Franse deel van Sint Maarten, maar werd verjaagd. In 1817 begon hij onder een tamarindeboom te prediken in Cole Bay op het Nederlandse deel. In 1829 werd in Cole Bay de eerste kerk opgericht. Tijdens de bevolkingstelling van 2011 waren de methodisten de derde denominatie van Sint Maarten en identificeerde ongeveer 10% van de bevolking zich als methodist.

## Geschiedenis
In 1851 werd de methodistenkerk in opdracht van W.T. Waymouth gebouwd. Op de locatie bevond zich een Anglicaanse kerk. In 1919 werd de kerk verwoest door een orkaan. Het hout van het kerkgebouw was aangetast door termieten, en kon niet meer worden hersteld. In 1978 was besloten de kerk te slopen en in oorspronkelijke staat te herbouwen. In 1979 werd de nieuwe kerk heropend, en kreeg in 2005 een monumentenstatus vanwege de exactheid van de herbouw. Op het terrein van de kerk staat een manse (pastorie) die in classicistische stijl is gebouwd en gebruikt wordt voor speciale gelegenheden, en een stenen gebouw uit 1785 dat waarschijnlijk gebouwd was als pakhuis voor de West-Indische Compagnie.

## Galerij

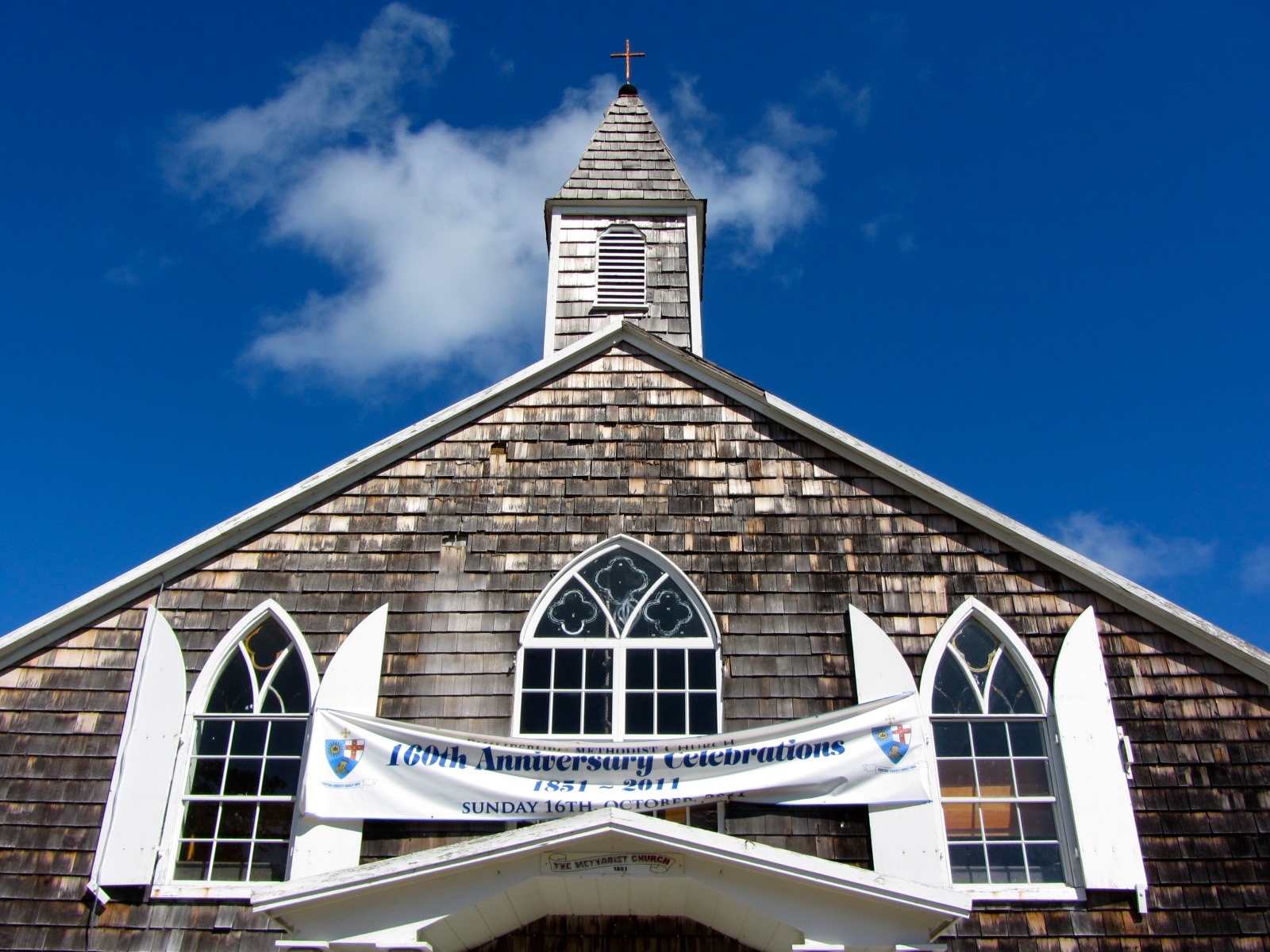
Dakspanen op de gevel
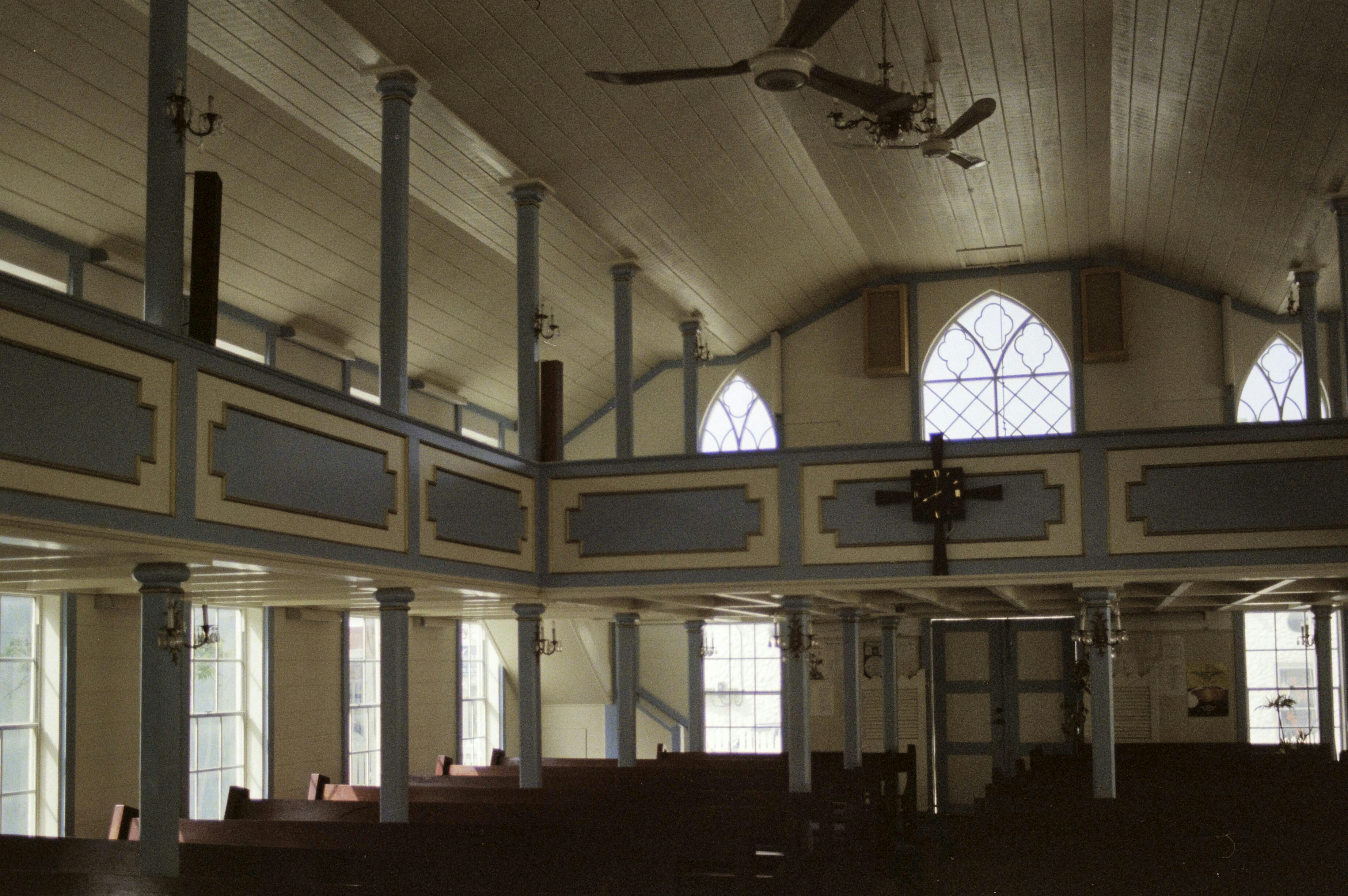
Interieur (1982)
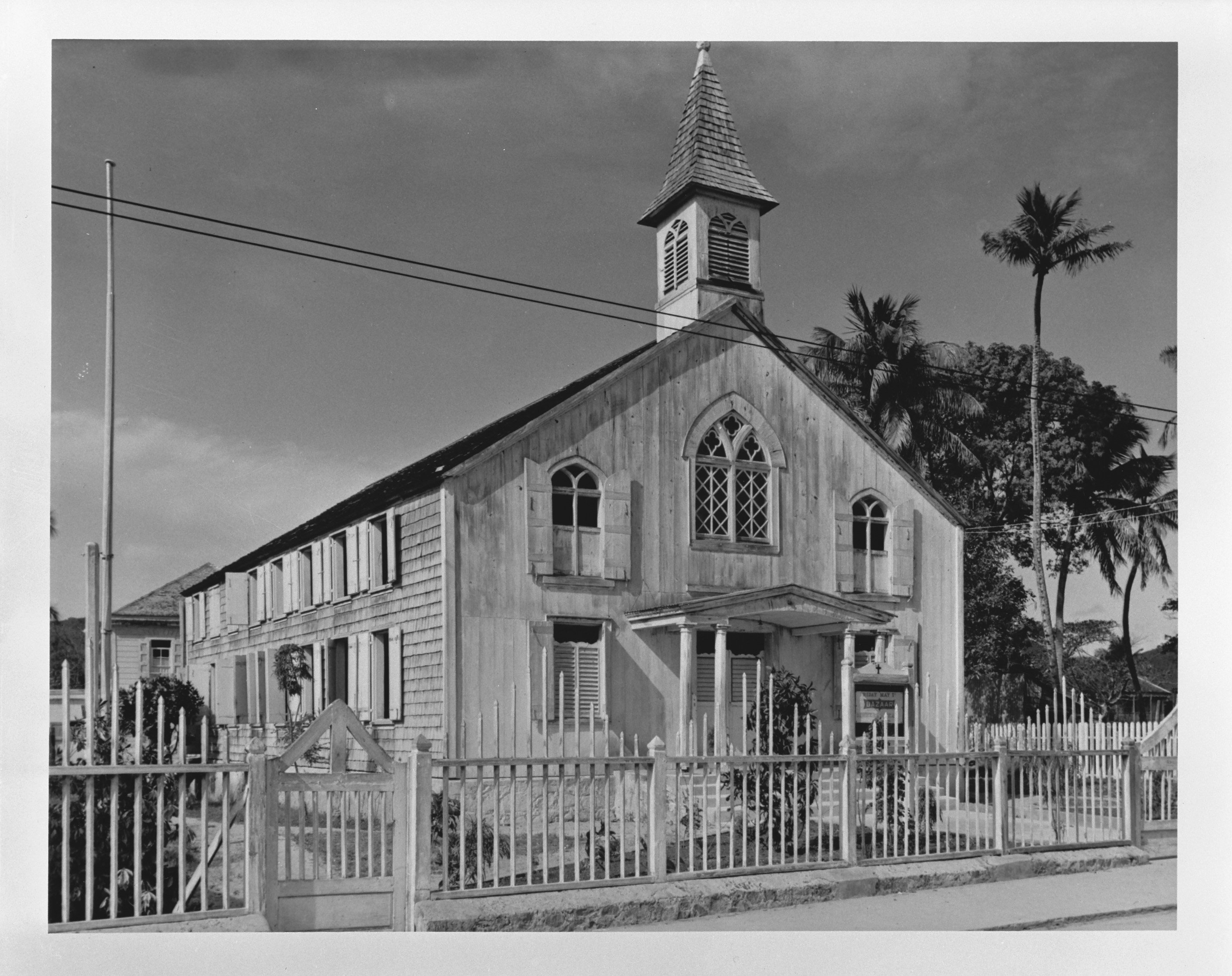
Methodistenkerk (1940-1945)
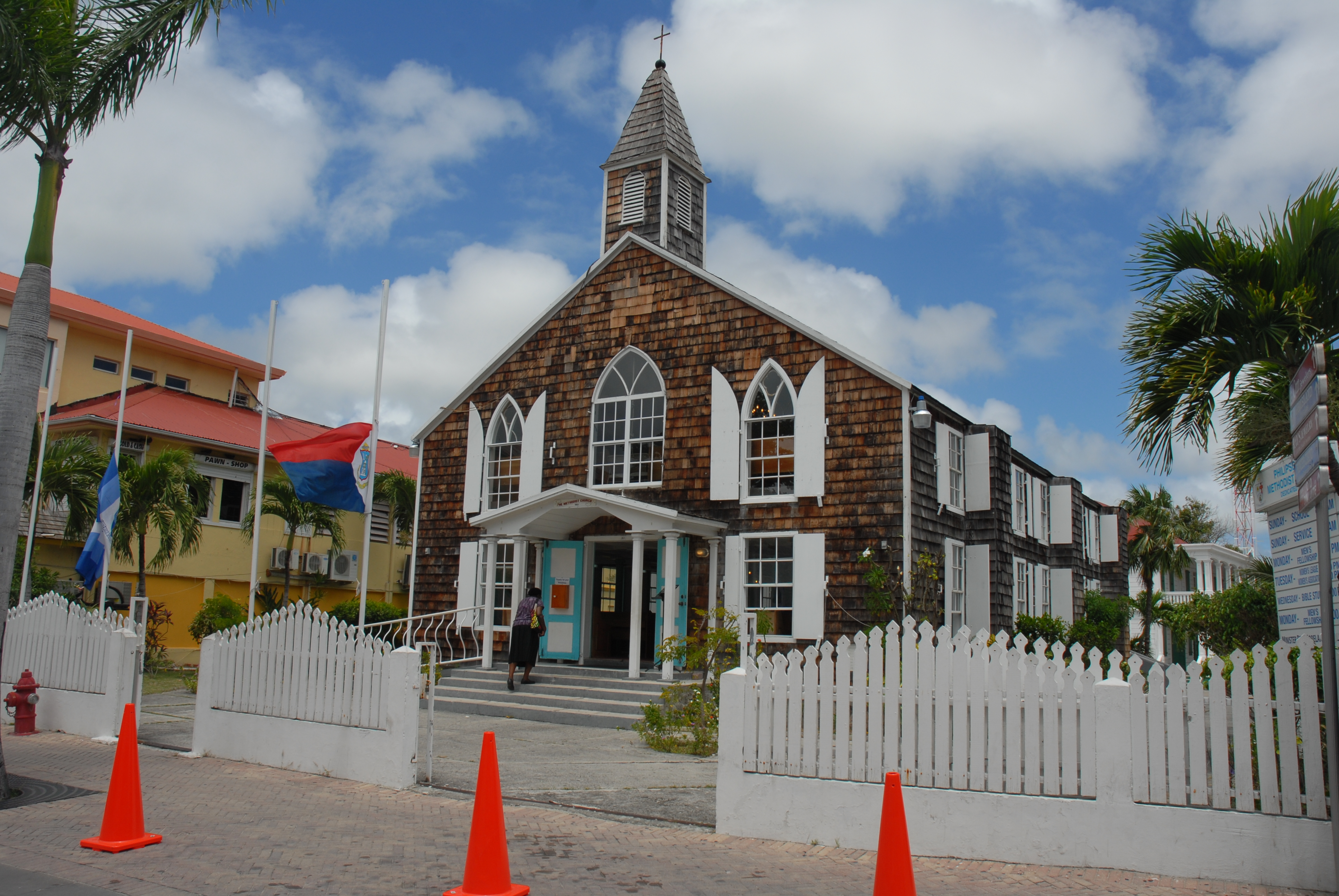
Methodistenkerk (2016)